# …Of Frost and War
...Of Frost and War är death metal-bandet Hail of Bullets första fullängdsalbum och debutalbum. Albumet släpptes 19 maj 2008. Albumets låttexter bygger på andra världskriget och låtarna ligger i kronologisk ordning enligt den historiska händelsen.

## Låtlista
1. Before the Storm (Barbarossa) - 02:00
2. Ordered Eastward - 04:42
3. The Lake Ladoga Massacre - 04:45
4. General Winter - 	05:52
5. Advancing Once More - 05:07
6. Red Wolves of Stalin - 05:06
7. Nachthexen - 04:25
8. The Crucial Offensive (19-11-1942, 7.30 AM) - 04:21
9. Stalingrad - 05:03
10. Insanity Commands (bonus låt) - 04:41
11. Inferno at the Carpathian Mountains - 04:58
12. Berlin - 06:31

## Banduppsättning
- Martin van Drunen - sång
- Paul Baayens - gitarr
- Stephan Gebedi - gitarr
- Theo van Eekelen - bas
- Ed Warby - trummor

## Medverkande
- Dan Swanö - mixande